# ヨハン・パッヘルベル

パッヘルベルの自署。ゴータ市の有力者へ宛てた1695年の手紙より

ヨハン・パッヘルベル（独: Johann Pachelbel、1653年9月1日（受洗） - 1706年3月9日（埋葬））は、バロック期のドイツの作曲家であり、南ドイツ・オルガン楽派の最盛期を支えたオルガン奏者で、教師でもある。宗教曲・非宗教曲を問わず多くの楽曲を制作、コラール前奏曲やフーガの発展に大きく貢献したところから、バロック中期における最も重要な作曲家の一人である。
パッヘルベルの作品は生前から人気が高かったため、師事する弟子も多く、またドイツ中部・南部の多くの作曲家の手本となった。現在では彼の作品で最も有名なのは「パッヘルベルのカノン」(Canon in D) であるが、これは彼が生涯に書いた唯一のカノンである。そのほか、シャコンヌ ヘ短調、トッカータ ホ短調などのオルガン曲、鍵盤楽器用の変奏曲集『アポロンの六弦琴』などが知られている。
パッヘルベルの音楽は、ヨハン・ヤーコプ・フローベルガーやヨハン・カスパール・ケルルといった南ドイツの作曲家や、ジローラモ・フレスコバルディ、アレッサンドロ・ポリエッティなどのイタリアの作曲家、さらにはフランス、ニュルンベルク楽派などの作曲家から影響を受けていたとされる。パッヘルベルの音楽は技巧的ではなく、北ドイツの代表的なオルガン奏者であるディートリヒ・ブクステフーデのような大胆な和声法も用いず、旋律的・和声的な明快さを強調した、明快で単純な対位法を好んで用いた。一方、ブクステフーデ同様に楽器を組み合わせた多様なアンサンブルの実験も行った。教会カンタータやアリアなどの声楽曲においてもそれが行われたことは特筆に価する。ただ、それらに見られる管楽器を含む豪華な器楽編成は、パッヘルベルの作品中では例外的であり、器楽曲作品の大半は室内楽曲である。
小惑星(4972) Pachelbelはパッヘルベルに因んで命名された。

## 生涯

### 1653年～1673年： 幼年期から学生時代（ニュルンベルク、アルトドルフ、レーゲンスブルク）

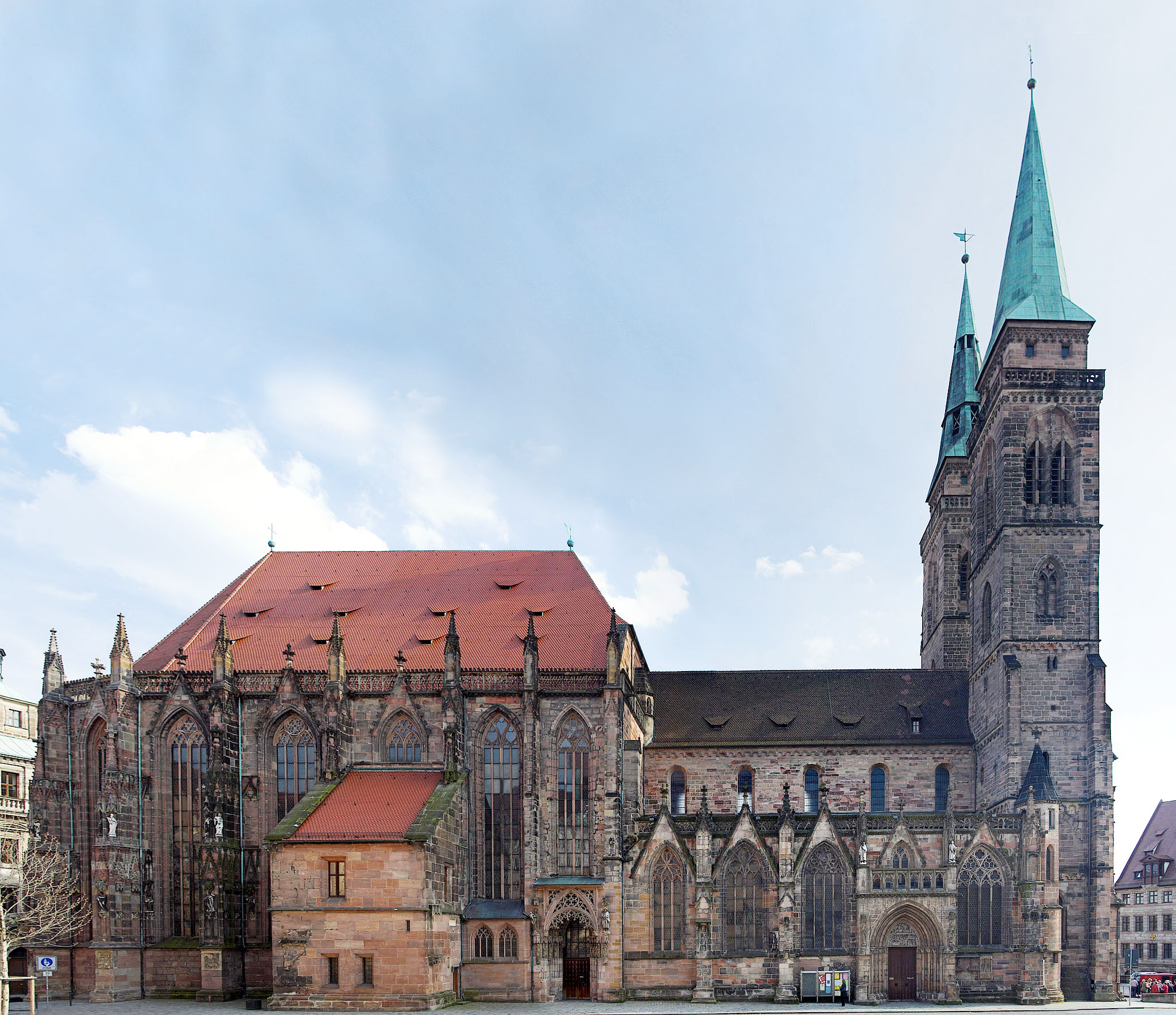
パッヘルベルの生涯にとって重要な役割を果たした、ニュルンベルクの聖ゼーバルドゥス教会

パッヘルベルは1653年、ニュルンベルクの中流家庭に、ワイン商のヨハン・（ハンス）・パッヘルベル（1613年ヴンジーデル生）とその後妻アンナ（アンネ）・マリア・マイアーの息子として生まれた。正確な誕生日は分かっていないが、9月1日に洗礼を受けていることから8月下旬頃ではないかと見られている。
少年時代には、後に聖ゼーバルドゥス教会（ゼバルドゥス教会、ゼーバルト教会とも。ルター派）の聖歌隊先唱者となった音楽家・音楽教師ハインリヒ・シュヴェンマーから音楽の教育を受けた。同教会のオルガン奏者で、ニュルンベルク楽派の主要な作曲家でもあるゲオルク・カスパル・ヴェッカーにも師事していたとする文献もあるが、現在では疑問視されている。シュヴェンマーとヴェッカーはいずれも、ニュルンベルク楽派の創始者の一人であるヨハン・エラスムス・キンダーマンに師事していた者たちである。（なお、キンダーマンは一時期ヨハン・シュターデンの弟子であった人物）
パッヘルベルの生涯についての重要な文献とされている "Grundlage einer Ehrenpforte" (Hamburg, 1740) の著者ヨハン・マッテゾンによると、若い頃のパッヘルベルは音楽と学問の両面に優れていたという。パッヘルベルは初等教育を聖ローレンツ基幹学校とニュルンベルクの "Auditorio Aegediano" で修めたのち、1669年6月29日にアルトドルフ大学に入学、同年そこで聖ローレンツ教会のオルガン奏者に指名された。経済的な理由によって1年も経たないうちに大学を辞めざるを得なくなったが、彼は勉学を最後まで修めるため、1670年にレーゲンスブルクのギムナジウム・ポエティクムの奨学生となった。その学校の教授たちは、パッヘルベルの学問の才能に感動したという。
パッヘルベルは学外で音楽を学ぶことも許されていた。担当の教師は、ヨハン・カスパール・ケルルの弟子カスパル・プレンツであった。ケルルはジャコモ・カリッシミをはじめイタリアの作曲家の影響を大いに受けていたため、プレンツを通じて当時のイタリアの音楽や、カトリックの教会音楽への興味を持ち始めたのかもしれない。

### 1673年～1690年： 音楽家としての活躍（ウィーン、アイゼナハ、エアフルト）
師のプレンツは1672年にアイヒシュテットに発った。この時期のパッヘルベルについてはほとんど文献に記されておらず、彼がその年のうちにその地を離れたのか、それとも翌1673年までレーゲンスブルクに留まったのかは分かっていない。しかし、いずれにせよ1673年にはウィーンに移り住んでおり、そこで有名な聖シュテファン大聖堂の次席オルガニストに就任した。当時のウィーンは巨大なハプスブルク帝国の中心であり、文化的にも重要な土地であった。また、当時は主にイタリア風の作品が好まれるような風潮があった。著名なコスモポリタリアンの作曲家たちもそこで活動しており、ヨーロッパ各地の音楽同士の交流が盛んに行われていた。特筆すべき人物としては、1657年までウィーンで宮廷オルガニストを務めたヨハン・ヤーコプ・フローベルガー（アレッサンドロ・ポリエッティの前任者）や、当時その地に住んでいたゲオルク・ムッファトが、そして特に重要な人物として、1673年にウィーンに移住してきたヨハン・カスパール・ケルルがいる。ケルルはウィーンにいる間、彼の流れを汲むパッヘルベルと交流が、あるいは直に彼に音楽を教えてさえいたかもしれない。パッヘルベルはウィーンに5年間滞在し、彼が育った地の厳格なルター派とは対照的な、南ドイツとイタリアのカトリックの音楽を学んだ。青年時代にシュテファン大聖堂の音楽家を務め、当時の主要な作曲家の音楽に触れていたという点では、パッヘルベルはハイドンと似ていると言える。
1677年、パッヘルベルはアイゼナハに移り、ザクセン＝アイゼナハ公のヨハン・ゲオルク1世に仕えていた宮廷楽長、ダニエル・エーベルリンの下で宮廷オルガン奏者の職に就き、宮廷とゲオルク教会での礼拝に携わった（なお、エーベルリンはパッヘルベルと同郷でニュルンベルクの出身であった）。アイゼナハは、J.S.バッハの父ヨハン・アンブロジウス・バッハの故郷であり、パッヘルベルはそこでバッハ家の人々と出会い、アンブロジウス・バッハと親しくなり、彼の子供たちの家庭教師を任せられた。しかし、パッヘルベルのアイゼナハでの生活は、わずか1年で終わることになった。1678年、ヨハン・ゲオルク1世の弟ベルンハルト2世が亡くなり、その喪に服している間に宮廷音楽家の大幅削減が行われ、パッヘルベルもまた職を失った。彼はエーベルリンに推薦状を書いてもらった。その推薦状の中でエーベルリンは、パッヘルベルについて「完璧ですばらしい才能を持った人物」—einen perfecten und raren Virtuosen と評している。その紹介状とともに、パッヘルベルは1678年5月18日にアイゼナハを後にした。

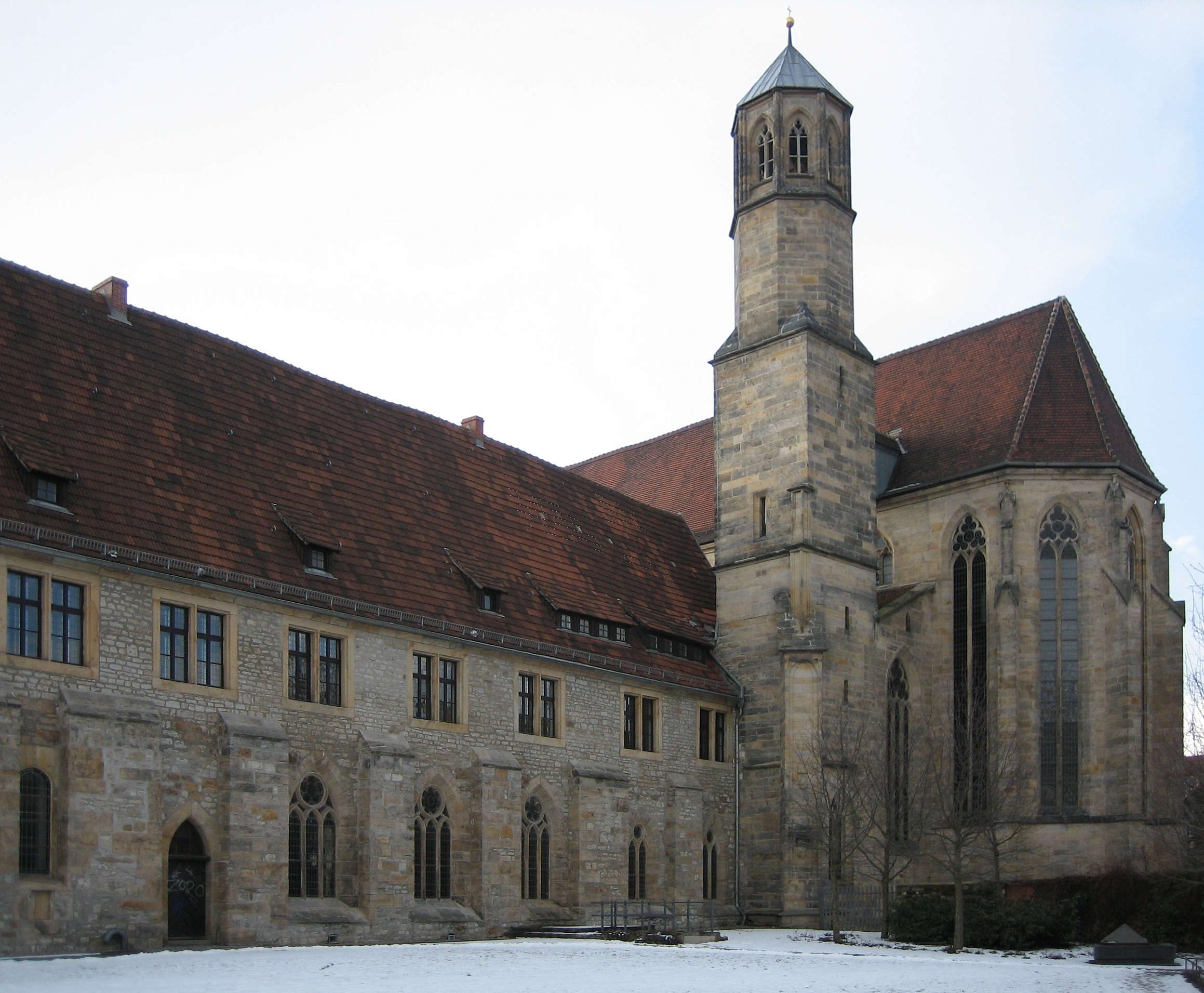
パッヘルベルが1678年から12年間勤めていた、エアフルトのプレディガー教会

1678年の6月、パッヘルベルはヨハン・エフラーに代わりエアフルトのプレディガー教会（伝道者教会）のオルガン奏者として雇われた。エアフルトでもバッハ家は有名で、パッヘルベルと彼らとの交友はここでも続いた。（なお、その地のオルガン奏者たちは皆 "Bachs" と後に呼ばれるようになるほどであった） パッヘルベルは、ヨハン・アンブロジウス・バッハの娘ヨハンナ・ユーディタの名付け親となり、ヨハン・クリストフ・バッハ（1671–1721年、ヨハン・ゼバスティアン・バッハの長兄）の家庭教師を務め、ヨハン・クリスティアン・バッハ（1640-1682年）の家に住んでいた。エアフルトでの滞在は12年間におよび、その間に彼は、当時のドイツにおける主要なオルガン作曲家の一人に数えられるほどの地位を確立した。当時の作曲の仕事は主に礼拝用の前奏曲であったため、コラール前奏曲はパッヘルベルのエアフルト時代で最も特徴的な作品のひとつとなった。彼の仕事としては他にオルガンのメンテナンスがあり、より重要なことに、作曲家・オルガン奏者としての進歩を示すため毎年大曲の作曲を行わねばならず、しかも前年の作品よりも優れたものが求められた。
エアフルトでの家主であったヨハン・クリスティアン・バッハは1682年に亡くなった。その2年後の1684年6月、パッヘルベルはJ.C.バッハの未亡人からその家（"Zur silbernen Tasche" と呼ばれていた。現在の Junkersand 1）を買い取った。1686年、ゾンダースハウゼンの三位一体教会(Trinitatiskirche) からオルガン奏者の職を提示された。パッヘルベルも最初は招待に応じたものの、現存する自筆の手紙によれば、彼は長い交渉の末に、申し出を断らなくてはならなかった。彼は、求人があった際にはかならず事前にエアフルトの長老たちと教会の権力者たちに意見を求めるよう要求されていたようである。この問題はパッヘルベルの評判に傷をつけることなく穏やかに解決されたようで、彼は昇給となり、さらに4年間エアフルトに留まることになった。
パッヘルベルはエアフルトで二回結婚している。一回目の結婚は1681年10月25日、エアフルト市長の娘であるバルバラ・カブラーとで、式は花嫁の実家で挙げられた。しかし、妻と一人息子は1683年10月にペストで亡くなっている。パッヘルベルの初の出版物であるコラール変奏曲集『音楽による"死への思い"』（"Musicalische Sterbens-Gedancken"、エアフルト、1683年）は、おそらくこの出来事の影響を受けていると思われる。
妻子を亡くした10ヵ月後の1684年8月24日に、パッヘルベルは二回目の結婚をしている。相手は銅器職人の娘ユディット・ドロンマーある。二人は5男2女を儲け、息子たちのうち2人、ヴィルヘルム・ヒエロニムスとカール・テオドールはオルガン奏者になっており、ヴィルヘルムは聖ヤーコプ教会（ニュルンベルク）、聖ゼーバルドゥス教会のオルガン奏者を歴任、カールは1734年にアメリカ植民地に渡り、ボストン、ニューヨークなどを経てチャールストン (サウスカロライナ州)の聖フィリップ教会のオルガン奏者となり、ドイツ音楽の普及に貢献した（英語名チャールズ・セオドア・パッケルベルの名で知られる）。息子のヨハン・ミヒャエルは、ニュルンベルクで楽器職人となり、ロンドンやジャマイカを回った。2人の娘のうち、アマーリアは画家・版画家として評価された。

### 1690年～1706年： 晩年（シュトゥットガルト、ゴータ、ニュルンベルク）

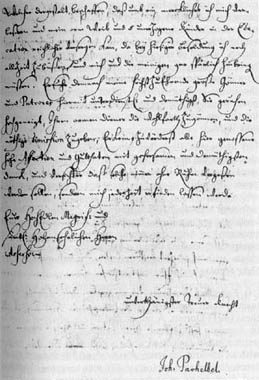
パッヘルベルの自筆の手紙

エアフルトではオルガン奏者・作曲家・教師として著しい成功を修めたパッヘルベルであったが、明らかに彼はより良い役職を求めていたようである。彼は上層部からエアフルトを離れる許可を請い、1690年8月15日に正式に自由の身となり、その努力と忠実さを称える推薦状を与えられた。
彼は1690年の9月1日から2週間と経たないうちに、公爵夫人マグダレーナ・ジビュラの後援によってヴュルテンベルク公国（シュトゥットガルト）の宮廷音楽家・宮廷オルガン奏者に就任した。良い仕事ではあったが、大同盟戦争が勃発しフランス軍が攻めてきたためそこから避難し、そこでの生活はわずか2年で幕を閉じた。次の職場はゴータ市のオルガン奏者（在職2年）で、1692年11月8日に就任、アウグスティノ修道会のマルガレーテ教会に勤めた。この時期には彼の最初の、そして唯一のコラール前奏曲集 "Acht Choräle zum Praeambulieren "を出版している（1693年）。
かつての教え子であったヨハン・クリストフ・バッハが1694年10月に結婚した際、バッハ家の人々は10月23日にオールドルフでそれを祝い、音楽を提供するためパッヘルベルら作曲家たちを招待した。パッヘルベルはおそらくそれに参加したと思われ、もしそうであれば、ヨハン・ゼバスティアン・バッハ（当時9歳）とパッヘルベルが出会った唯一の機会である。
ゴータでの3年間で、パッヘルベルは二度の求人を受けている。一つはシュトゥットガルトで、もう一つはイングランドのオックスフォード大学であるが、彼は双方とも断っている。ニュルンベルクでは、聖ゼーバルドゥス教会のオルガン奏者であった（そして、彼の師であったかもしれない）ゲオルク・カスパール・ヴェッカーが1695年4月20日に亡くなり、市の権力者たちは、通常の採用試験を行ったり、小さな教会から著名なオルガン奏者を招いたりすることなく、（ニュルンベルク出身者として有名な）パッヘルベルを後継者として呼び戻すことを切望した。パッヘルベルはそれに応え、1695年にゴータの職を辞し、夏にニュルンベルクに戻った。市からは日ごとの経費が支給された。

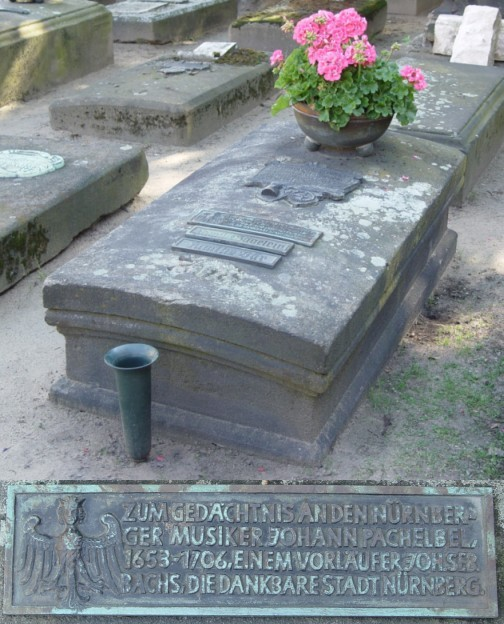
ニュルンベルクの St. Rochus墓地(Rochuskirchhof) にある、パッヘルベルの墓

パッヘルベルは残りの人生をニュルンベルクで過ごし、室内楽曲集『音楽の喜び』"Musikalische Ergötzung" を出版、1699年には、鍵盤楽器のための6つの変奏曲『アポロンの六弦琴』を作曲している。彼は主にイタリアや南ドイツの作曲家たちの影響を受けていたが、「アポロンの六弦琴」をディートリヒ・ブクステフーデに捧げたように、北ドイツ楽派の人々とも交際があった。晩年の作品としては他に、コンチェルタート様式によるイングレッススやマニフィカトといったイタリア風の宗教声楽曲や、グレゴリオ聖歌「マニフィカト」の旋法を用いた90曲以上の小フーガからなるオルガン曲集『マニフィカト・フーガ』がある。
1706年、パッヘルベルは52歳で亡くなった。彼の正確な死亡日は分かっていないが、埋葬は3月9日に行われた。Matthesonは3月の3日か7日ではないかと見ているが、いずれにせよ、遺体が埋葬されないまま長らく置かれていたとは考えづらい。当時の慣習として3回か4回の検死日を経てから埋葬していたので、1706年3月6日あるいは3月7日と考えるほうがより自然である。墓は聖ロッフス墓地にある。

## 作品

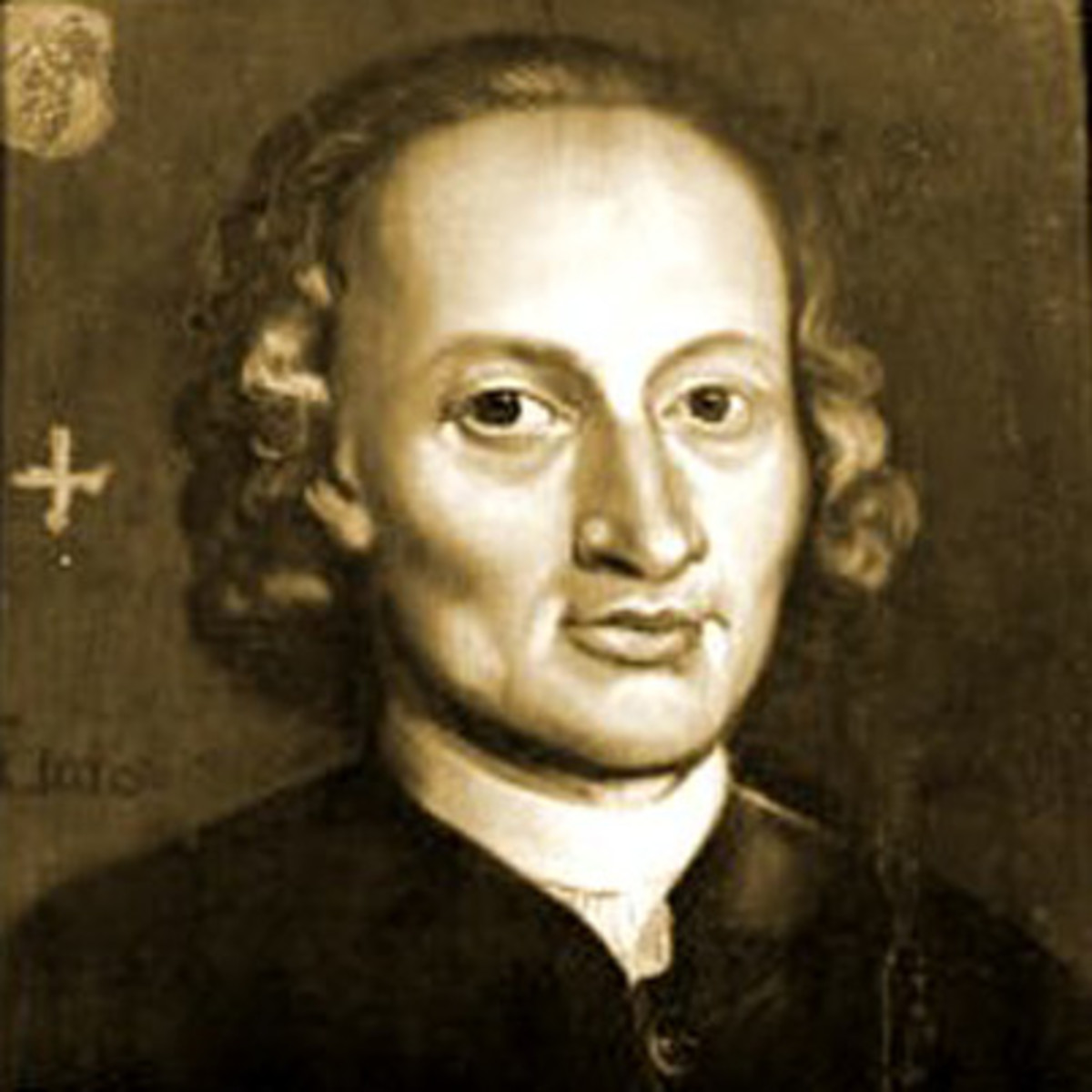
かつて当人物の肖像として知られていた絵画。後にヨハン・クリストフ・パッヘルベルという別人であることが判明した。

パッヘルベルは生前からオルガン奏者として非常に有名であり、彼は宗教曲・非宗教曲を合わせて200以上の器楽曲を制作し、当時あったあらゆるジャンルの音楽に挑戦している。特にオルガン曲で知られ、『コラール変奏曲集』『コラール前奏曲集』など多数のコラール編曲を作曲している。コラールを一行ごとに区切り、その旋律の縮小形による模倣から主旋律に入る「パッヘルベル・コラール」と呼ばれる様式を確立し、J.S.バッハなどに影響を与えた。また、中部と南部の各地を転々としてきたことで学んだ、歌唱的な南部の音楽様式と、中部の定旋律や対位法を用いた中部の様式を上手く統合させた作風も、パッヘルベルの特徴である。
礼拝において重要な地位を占めた「マニフィカト」は95曲以上残っており、歌手の歌い出しの音高を示すための短い前奏曲としての役割を果たしていたと考えられている。パッヘルベルの「フーガ」は様々な調性やスタイル、主題、雰囲気を持って作曲されており、当時のオルガン曲として高い評価を得ていたとされている。声楽曲の分野でも多くの作品を書いており、約40曲の大作を含む100曲ほどが残されている。わずかに室内楽曲も存在するが、アイゼナハやシュトゥットガルトで宮廷音楽家をしていた時期などにもっと多くの楽曲を作曲していた可能性もある。
パッヘルベルの作品の主要な資料はいくつか存在するが、たとえばルイ・クープランにとってのオールダム手稿のように重要なものはない。重要な資料のうちいくつかの手稿が第二次世界大戦の戦前・戦中に失われたが、ヴィンテルトゥール・コレクションのマイクロフィルムや、現在オックスフォード・ボドレー・ライブラリーが所有している2巻の手稿（パッヘルベルの後期の作品の中では主要なものの一つ）、弟子のヨハン・バレンティン・エッケルトが編集し、唯一パッヘルベルのサインが含まれている "Tabulaturbuch"（1692年、現在はクラクフの ヤギェウォ図書館 所蔵）の第一部のように部分的に現存するものもある。ノイマイスター原稿と、いわゆる「1704年のワイマール・タブラチュア」は、パッヘルベルの作風を知る上で多くの情報をもたらしてくれるが、そのどれも確実に彼によるものとは言えないものばかりである。
今のところ、パッヘルベルの作品についての標準的な作品番号システムは存在しないが、Antoine Bouchard による「POP番号」（オルガン曲のみ）、Jean M. Perreault による「P番号」（アルファベット順。現在最も完成度が高い）、Hideo Tsukamoto による「T番号」（主題によって分類されている）、Kathryn Jane Welter による 「PC番号」といった目録が使用されている。